# Друга индустријска револуција
Друга индустријска револуција, позната и као Технолошка револуција, је још више променила свакодневицу, а појавили су се многобројни нови спортови.

## Нафта и електрична енергија - нове погонске силе
У САД откривен је 1859. први извор нафте. Од тада је нафта поступно постала најважнији извор погонске енергије у свету. Године 1879. амерички изумитељ Томас Алва Едисон направио је прву електричну сијалицу. У САД је радио и српски изумитељ Никола Тесла. Он је 1887. године изумео мотор на наизменичну струју. Тај мотор је основа данашње погонске електротехнике. Теслин проналазак вишефазних струја и трансформатора који стварају струју високог напона омогућио је јефтино преношење електричне енергије на велике удаљености и њену масовну примену.
Нафта је текућа смеса угљоводоника настала из остатака организама испод површине земље. Почела је да се користи половином 19. века, али је тек након изума и усавршавања бензинског мотора искоришћавање нафте задобило ону меру коју је задржало до данас. Најширу је примену бензински мотор задобио у промету: аутомобили, возови, бродови и авиони покретани су његовом снагом.

## Технички проналасци и њихова примена
Енглески инжењер Хенри Бесемер 1856. године пронашао је поступак за производњу челика из растопљеног сировог гвожђа. Тај проналазак подстакао је развој тешке индустрије. Немачки инжењер Николаус Август Ото конструисао је 1877. године мотор са унутрашњим сагоревањем. Његови земљаци Карл Бенц и Готлиб Дајмлер креирали су 1885. прве аутомобиле са бензинским мотором. Године 1883. појавио се први мотоцикл. Немац Рудолф Дизел изумео је 1896. године мотор који покреће нафта. Трамвај с коњском запрегом, који се појавио још 1850. у Њујорку, замењен је поступно електричним трамвајем, а пругом Балтимор - Охајо у САД кренула је 1895. године прва електрична локомотива. На почетку 20. века Американац Хенри Форд започео је серијску производњу аутомобила на покретној траци. Ти изуми су умногоме унапредили саобраћај.
Још 1861. године Немац Јохан Филип Рајс конструисао је први телефон, а први употребљиви телефон конструисао је амерички физичар Александар Грејем Бел. Првобитно су телефони коришћени само у пословне сврхе. Касније се уводе по становима и улазе у приватну употребу. Тај је изум унапредио везе међу људима.

## Канали, железнице, авиони, филм
1869. је отворен Суецки канал који повезује Средоземно са Црвеним морем, а 1913. у промет је пуштен и Панамски канал који повезује Атлантски и Тихи океан. До тада се бродовима из Европе у Азију морало путовати око Африке или Латинске Америке.
У САД је 1869. саграђена прва трансконтинентална железничка пруга која је повезала источну и западну америчку обалу, а у Русији је 1904. довршена транссибирска железничка пруга која је повезала Москву с Владивостоком на Далеком истоку.
Иако су још у 18. веку браћа Жозеф и Жак Монголфјер у Паризу узлетела балоном од платна и папира, испуњеним топлим ваздухом, тек на прелазу 19. у 20. век човек се први пут винуо у ваздух. Године 1891. полетео је Немац Ото Лилијентал с једног брда помоћу ваздушне једрилице с крилима, али је при том покушају погинуо. Неколико година касније, према нацртима Давида Шварца, немачки официр Фердинанд фон Цепелин је конструисао ваздушни брод - цепелин. Тек су 1903. браћа Рајт у САД први успешно полетели авионом са двоструким крилима, а летели су непун минут. Француз Луј Блерио прелетео је 1909. таквим авионом канал Ламанш између Француске и Велике Британије.
Године 1902. италијански изумитељ Гиљермо Маркони предао је прву радијску поруку из Велике Британије у Француску. Био је то почетак радија, чије је основе направио и открио Хајнрих Рудолф Херц. Браћа Лимијер ударила су 1895. године у Паризу темеље кинематографије и филмске индустрије.

## Развој науке
У доба друге индустријске револуције наука је доживела велики напредак.
Немачки лекар Роберт Кох открио је помоћу микроскопа 1882. узрочника туберкулозе, а 1884. узрочника колере. Обе су болести у то време биле неизлечиве.
Француски биолог и хемичар Луј Пастер, познат по низу научних открића у области медицине и фармације. Најважнија су његова истраживања о узроцима беснила и колере и проналазак вакцине која успешно лечи те болести. Вакцина против беснила открио је 1885. и тиме спасао милионе људи од сигурне смрти. Основао је институт у Паризу који је постао средиште научних истраживања у подручју нове дисциплине - бактериологије, тј. науке о бактеријама, узрочницима болести. У то су доба откривени и узрочници сушице (туберкулозе) и тифуса, а пронађени су и први витамини.
Немачки физичар Вилхелм Конрад Рендген открио је 1895. зраке помоћу којих се може посматрати унутрашњост људског тела, Икс-зраке или Рендгенске зраке за које је добио Нобелову награду за физику 1901. Његово откриће нашло је широку примену у физици, техничким наукама и медицини.
Руски хемичар Дмитриј Иванович Мендељејев систематизовао је 1869. хемијске елементе према атомској маси и саставио познати Периодни систем елемената.
Марија Кири и њен муж Пјер Кири открили су два елемента који имају способност зрачења: радијум и полонијум. Касније су научници открили како постоји још таквих елемената. Тим је открићима започео развој нових научних дисциплина: атомске хемије и атомске физике. Учињен је први корак ка атомском добу. Брачни пар Кири добио је две Нобелове награде: једну из хемије и једну из физике.
Немачки физичар Алберт Ајнштајн поставио је 1905. познату теорију релативитета.
У Неандерталу у Немачкој откривене су 1856. кости прачовека из старијег каменог доба. Тај је налаз изазвао међу стручњацима расправе о природном пореклу и развоју човека.
Већ 1859. године енглески природњак Чарлс Дарвин објавио је дело о пореклу врста помоћу природног избора. Насупрот религијским тумачењима о божанској улози у развоју живота, односно настанку врста, Дарвин је доказивао да се живот на Земљи обликовао постепеним развојем живих бића путем природног извора и промена врста.
Шведски хемичар Алфред Нобел 1867. изумео је динамит. Разочаран тиме што се његов проналазак почео користити за ратна разарања, Нобел је 1895. своју имовину опоручно оставио у фонд из којега се сваке године дели пет награда за најзначајнија достигнућа и доприносе у физици, хемији, медицини, књижевности и борби за мир у свету (од 1969. додељује се и Нобелова награда за економију). Нобелове награде деле се од 1901. године.

## Друштвене промене и раднички покрет
Друга индустријска револуција изазвала је велике промене у начину живота. Настављене су миграције из села у градове. Око великих индустријских центара повећавала се густина насељености. Најновија техничка и друга достигнућа приказивана су у јавности на повременим светским економским изложбама, нпр. У Лондону 1851, Бечу 1873. и др. Поводом стогодишњице Француске револуције у Паризу је 1889. подигнут познати Ајфелов торањ - симбол економског напретка. Нагли развој индустрије имао је и своје лоше стране: презасићеност, борба за тржиште и повремене привредне кризе.
У то су се време појавила радничка удружења која су тражила радничка права. Настојећи да повежу раднике широм света у борби против капитализма, Карл Маркс и Фридрих Енгелс су у Лондону 1864. основали Прву интернационалу - међународно удружење радништва. У марту 1871, током француско-пруског рата, радници су у опседнутом Паризу преузели власт и прогласили Париску комуну - прву пролетерску државу у историји човечанства. Постојала је 72 дана. Француска је војска у мају 1871. уништила комуну и стрељала мноштво радника. Будући да је Прва интернационала 1876. престала са радом, у Паризу је 1889. основана Друга интернационала. У спомен на крвави обрачун полиције са радницима током првомајског штрајка 1886. у америчком граду Чикагу, одлуком Друге интернационале, 1. мај проглашен је међународним празником рада. Након Марксове и Енгелсове смрти социјалисти Друге интернационале напустили су њихове идеје о револуционарном преображају друштва и окренули се парламентарној борби помоћу социјалдемократских странака.